# Gustavus Woodson Smith
Gustavus Woodson Smith (30 novembre 1821 - 24 juin 1896) est un officier de carrière de l'United States Army et un ingénieur civil. Il a pris part à la guerre américano-mexicaine et était général de l'armée confédérée durant la guerre de Sécession.
Gustavus Woodson Smith est diplômé de l'académie militaire de West Point en 1838.